# Charlemagne-Gebäude

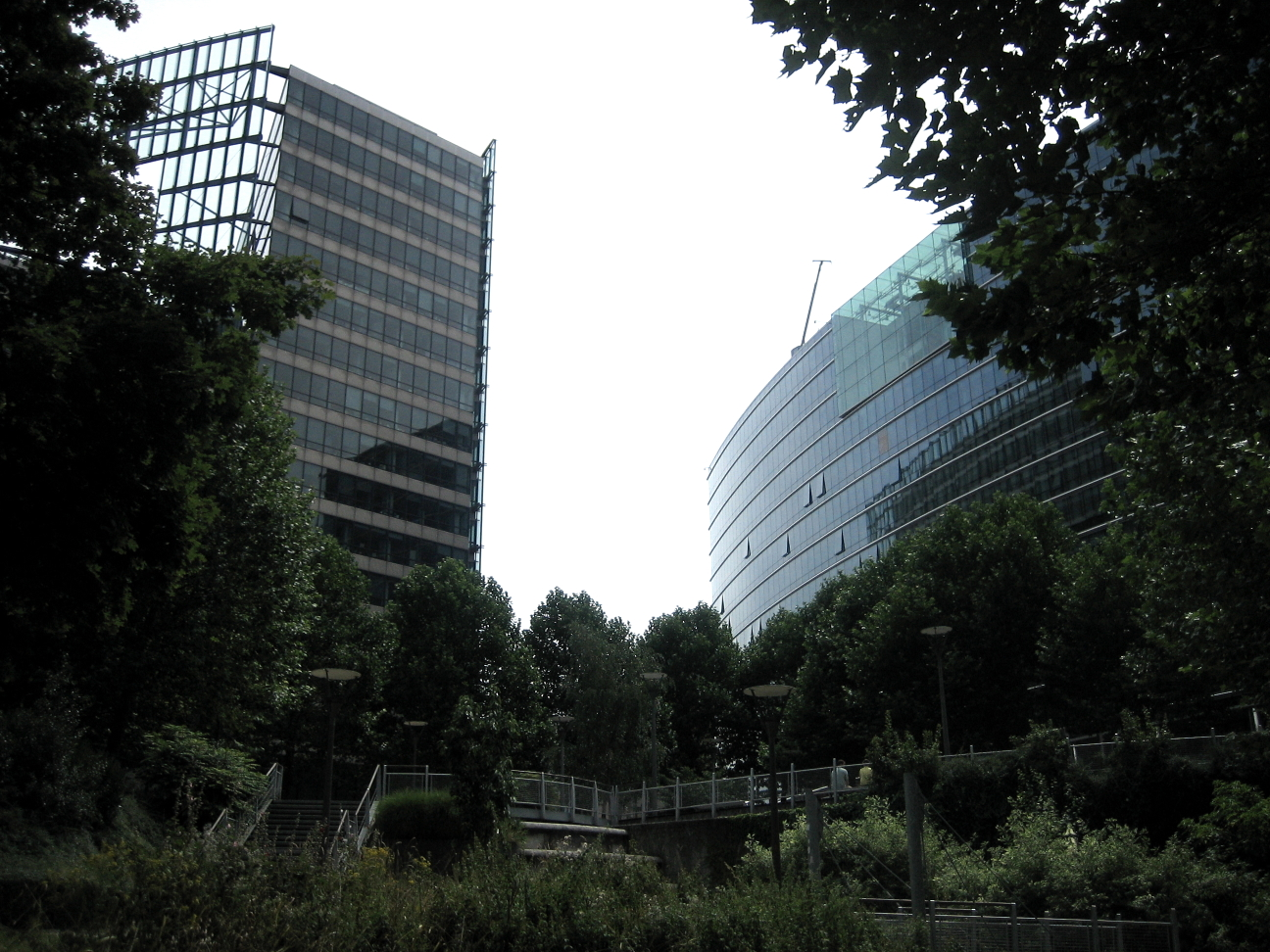
Das Charlemagne links gesehen aus dem Maelbeek Garten (rechts das ihm gegenüberliegende Lex-Gebäude)

Das Charlemagne-Gebäude ist ein Hochhaus im Europäischen Viertel in Brüssel. Es ist Sitz der Generaldirektion der Europäischen Kommission für Handel und der Generaldirektion der Europäischen Kommission für Erweiterung.
Das Gebäude besitzt drei Flügel und 15 Stockwerke, darin drei Konferenzräume. Es befindet sich in der Wetstraat/Rue de la Loi in der Stadt Brüssel, einer der 19 Gemeinden der Region Brüssel-Hauptstadt. Während die Postleitzahl der Gemeinde die 1000 ist, besitzt die Europäische Kommission mit der Postleitzahl 1049 eine für sie eigens reservierte.

## Geschichte
Das Gebäude wurde von Jacques Cuisinier entworfen und im Jahr 1967 zur gleichen Zeit erbaut wie das Berlaymont-Gebäude, um die etwas verstreuten Abteilungen der Kommission zusammenzuführen. 1971 wurde das Charlemagne – nachdem man sich weigerte, das Berlaymont mit dem Rat der Europäischen Union zu teilen – dem Sekretariat des Rates übergeben. Dies war zuvor im Zentrum der Stadt gelegen.
Der Rat der Europäischen Union zog 1995 in das Justus-Lipsius-Gebäude um. Dies ermöglichte die Renovierung des Charlemagne, welche dann 1998 abgeschlossen werden konnte. Helmut Jahn ersetzte dabei die äußeren Betonfassadenelemente mit modernen Glasflächen. Nach der Restauration bezog wieder die Kommission das Gebäude. Weitere Büros der Europäischen Union gruppierten sich um den Schumann Kreisverkehr herum.
Eine gewisse Zeit wurde es auch als zukünftiges Hauptquartier für den Europäischen Auswärtigen Dienst ins Gespräch gebracht, der 2010 gegründet wurde. Die Idee wurde aber aus Imagegründen wieder fallen gelassen. Man wollte den neuen Europäischen Auswärtigen Dienst als eigenständige Körperschaft außerhalb der Kommission wahrgenommen wissen und nicht als ein Anhängsel an die Firma Lex 2000, die das gegenüberliegende, architektonisch jetzt ähnliche Lex-Gebäude baute und besitzt.

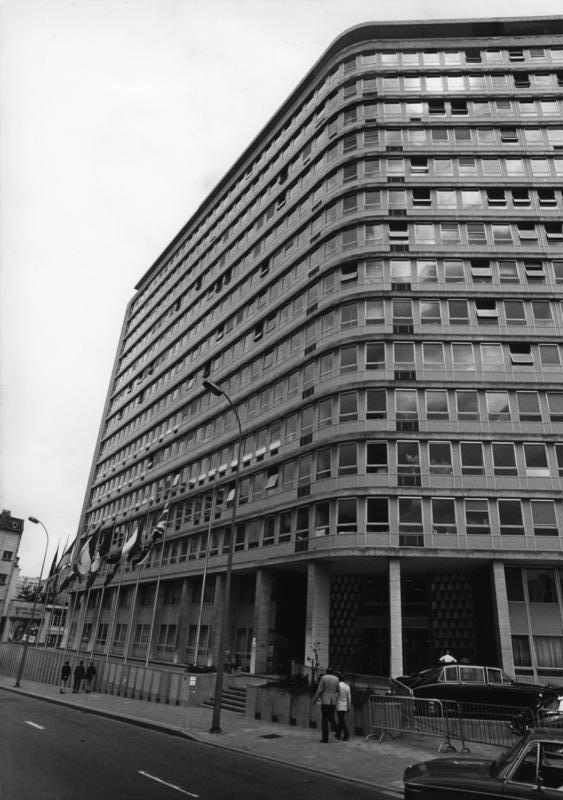
Das Charlemagne 1975, vor seiner Renovierung
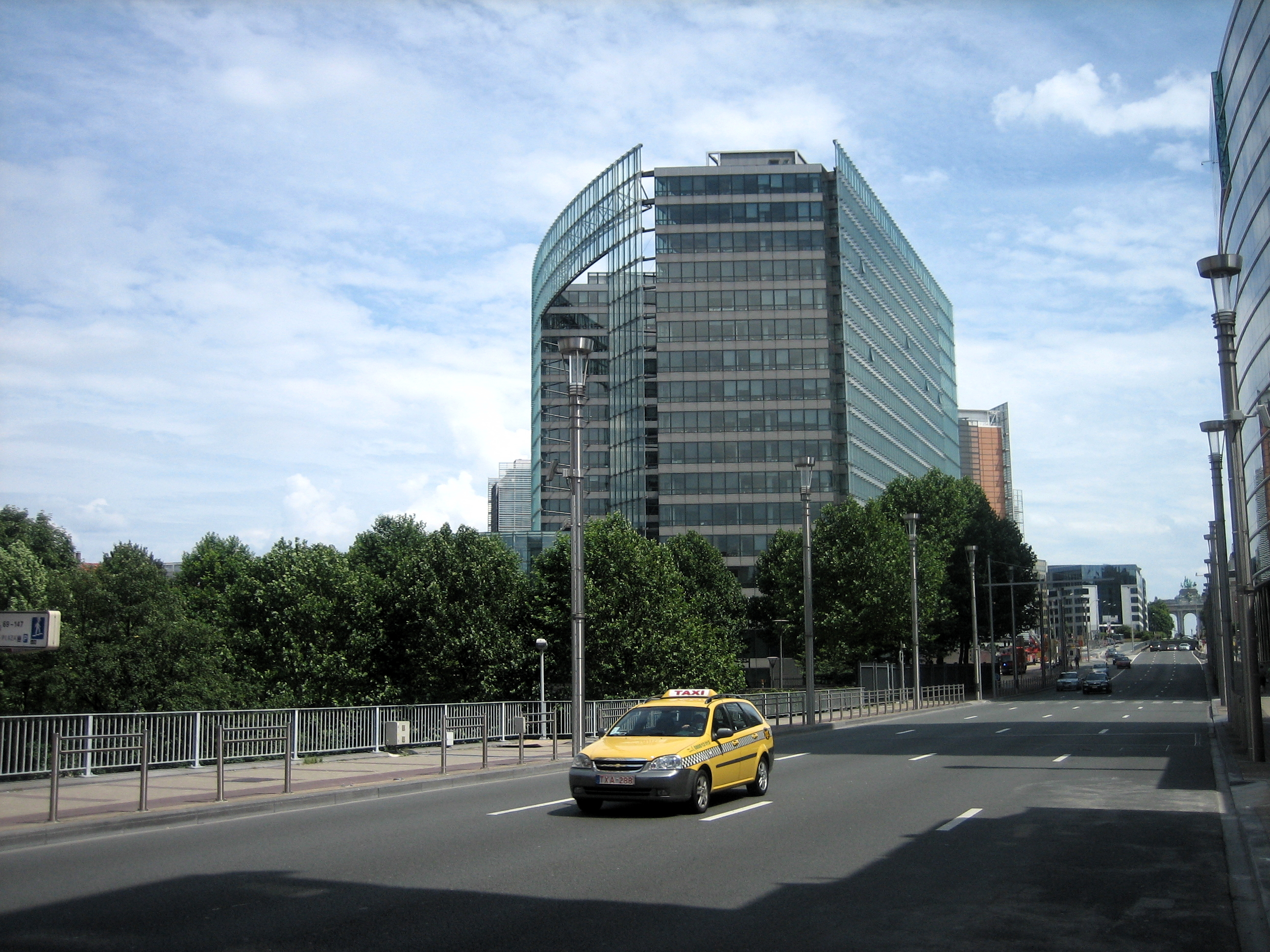
Das renovierte Charlemagne von der Rue de la Loi aus gesehen

## Weitere Gebäude im europäischen Viertel
- Berlaymont-Gebäude
- Justus-Lipsius-Gebäude
- Lex-Gebäude
- Europa-Gebäude
- Triangle Building